# گسل ترود و انجیلو
گسل ترود و انجیلو شامل دو گسل عمده ترود (در جنوب) و انجیلو (در شمال) است که بخشی از یک دسته گسل اصلی هستند و در شمال ترود بر ناحیه ترود–چاه‌شیرین اثر گذاشته‌اند. این گسل‌ها شیبی نزدیک به ۸۰ درجه به سمت جنوب دارند و چون در زمان‌های طولانی و بارها فعال بوده‌اند، تعیین دقیق نوع حرکت آن‌ها ممکن نیست. با توجه به خراش‌هایی که روی صفحات گسلی دیده می‌شود، این دو گسل در دو جهت حرکت دارند؛ یکی افقی و چپ‌گرد که قسمت جنوبی گسل را به سمت شرق حرکت داده و دیگری قائم که قسمت جنوبی را به طرف پایین برده‌است.

## لرزه‌خیزی
حرکات قائم مدیون فشارهای عمود بر امتداد گسل و حرکات چپ‌گرد افقی ناشی از نیروهای مماسی است. زمین‌لرزه‌ای که در ۱۲ فوریه ۱۹۵۳ در ترود روی داد، با حرکات قائم گسل ترود همراه بوده‌است.